# Scrittrice per caso
Scrittrice per caso (Read It and Weep) è un film per la televisione del 2006.

## Trama
Il film racconta di Jamie (Kay Panabaker), che nel suo diario scrive le sue avventure giornaliere paragonandosi ad una supereoina di sua invenzione, Isabella/Is (Danielle Panabaker), e paragonando il resto degli studenti della sua scuola a personaggi strampalati. Un giorno la scuola indice un concorso per il miglior brano e Jamie decide di parteciparvi ma, distratta dalla televisione, invia via e-mail il suo diario, che diventerà un best seller.
All'inizio tutto fila liscio ma Jamie comincia ad allontanarsi sempre di più dalle sue amiche, e durante un'intervista rivela di essersi ispirata ai ragazzi della sua scuola per scrivere il libro. Allora tutti cominciano ad odiarla finché la ragazza non si scusa pubblicamente al ballo della scuola e sconfigge Isabella, il suo alter ego che stava prendendo il sopravvento sulla sua vita.